# Campeonato Mundial de Esgrima de 2013

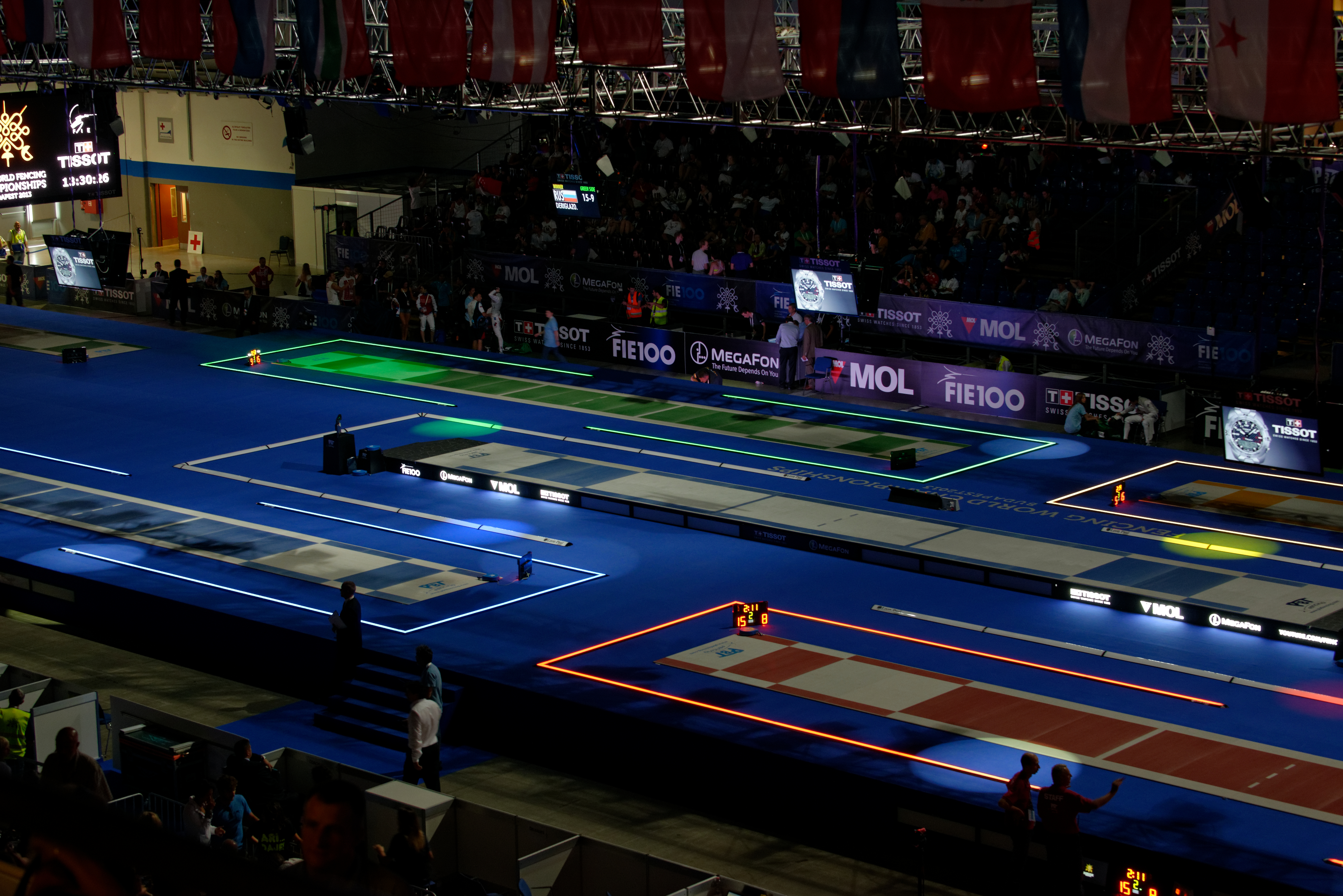
Pistas del pabellón A durante la ronda de 64 de sable masculino en el Campeonato Mundial de Esgrima de 2013 en el Syma Hall de Budapest, el 7 de agosto de 2013.

El LXXV Campeonato Mundial de Esgrima se celebró en Budapest (Hungría) entre el 5 y el 12 de agosto de 2013 bajo la organización de la Federación Internacional de Esgrima (FIE) y la Federación Húngara de Esgrima.
Las competiciones se realizaron en el Centro de Eventos y Congresos SYMA de la capital magiar.

## Medallistas

### Masculino
| Evento                      | Oro                                                                                   | Plata                                                                                | Bronce                                                               |
| --------------------------- | ------------------------------------------------------------------------------------- | ------------------------------------------------------------------------------------ | -------------------------------------------------------------------- |
| Florete individual (09.08)  | Miles Chamley-Watson Estados Unidos                                                   | Artur Ajmatjuzin · Rusia                                                             | Valerio Aspromonte · Italia · Rostyslav Hertsyk · Ucrania            |
| Florete por equipos (12.08) | Valerio Aspromonte · Giorgio Avola · Andrea Baldini · Andrea Cassarà · Italia         | Miles Chamley-Watson Race Imboden Alexander Massialas Gerek Meinhardt Estados Unidos | Jérémy Cadot Erwann Le Péchoux Enzo Lefort Marcel Marcilloux Francia |
| Espada individual (08.08)   | Nikolai Novosjolov Estonia                                                            | Rubén Limardo Gascón · Venezuela                                                     | Fabian Kauter · Suiza · Pavel Sujov · Rusia                          |
| Espada por equipos (11.08)  | Gábor Boczkó · Géza Imre · András Rédli · Péter Szényi · Hungría                      | Anatoli Herei · Dmytro Kariuchenko · Vitali Medvediev · Bohdan Nikishyn · Ucrania    | Alexandre Blaszyck Daniel Jérent Ulrich Robeiri Iván Trevejo Francia |
| Sable individual (07.08)    | Veniamin Reshetnikov · Rusia                                                          | Nikolai Kovaliov · Rusia                                                             | Tiberiu Dolniceanu · Rumania · Áron Szilágyi · Hungría               |
| Sable por equipos (10.08)   | Kamil Ibraguimov · Nikolai Kovaliov · Veniamin Reshetnikov · Alexei Yakimenko · Rusia | Alin Badea · Tiberiu Dolniceanu · Ciprian Gălățanu · Iulian Teodosiu · Rumania       | Gu Bon-Gil Kim Jung-Hwan Oh Eun-Seok Won Jun-Ho Corea del Sur        |

### Femenino
| Evento                      | Oro                                                                              | Plata                                                                               | Bronce                                                                               |
| --------------------------- | -------------------------------------------------------------------------------- | ----------------------------------------------------------------------------------- | ------------------------------------------------------------------------------------ |
| Florete individual (07.08)  | Arianna Errigo · Italia                                                          | Carolin Golubytskyi · Alemania                                                      | Inna Deriglazova · Rusia · Elisa Di Francisca · Italia                               |
| Florete por equipos (10.08) | Elisa Di Francisca · Carolina Erba · Arianna Errigo · Valentina Vezzali · Italia | Anita Blaze Astrid Guyart Corinne Maîtrejean Ysaora Thibus Francia                  | Yuliya Biriukova · Inna Deriglazova · Larisa Korobeinikova · Diana Yakovleva · Rusia |
| Espada individual (08.08)   | Julia Beljajeva Estonia                                                          | Anna Sivkova · Rusia                                                                | Britta Heidemann · Alemania · Emese Szász · Hungría                                  |
| Espada por equipos (11.08)  | Tatiana Andriushina · Violetta Kolobova · Anna Sivkova · Yana Zvereva · Rusia    | Hou Yingming Luo Xiaojuan Sun Yiwen Xu Anqi China                                   | Ana Maria Brânză · Simona Pop · Raluca Sbîrcia · Maria Udrea · Rumania               |
| Sable individual (09.08)    | Olha Jarlan · Ucrania                                                            | Yekaterina Diachenko · Rusia                                                        | Irene Vecchi · Italia · Kim Ji-Yeon · Corea del Sur                                  |
| Sable por equipos (12.08)   | Olha Jarlan · Alina Komashchuk · Halyna Pundyk · Olena Voronina · Ucrania        | Yekaterina Diachenko · Yana Yegorian · Dina Galiakbarova · Yuliya Gavrilova · Rusia | Ibtihaj Muhammad Anne-Elizabeth Stone Dagmara Wozniak Mariel Zagunis Estados Unidos  |

## Medallero
| Núm. | País           | Oro | Plata | Bronce | Total |
| ---- | -------------- | --- | ----- | ------ | ----- |
| 1    | Rusia          | 3   | 5     | 3      | 11    |
| 2    | Italia         | 3   | 0     | 3      | 6     |
| 3    | Ucrania        | 2   | 1     | 1      | 4     |
| 4    | Estonia        | 2   | 0     | 0      | 2     |
| 5    | Estados Unidos | 1   | 1     | 1      | 3     |
| 6    | Hungría        | 1   | 0     | 2      | 3     |
| 7    | Francia        | 0   | 1     | 2      | 3     |
| 7    | Rumania        | 0   | 1     | 2      | 3     |
| 9    | Alemania       | 0   | 1     | 1      | 2     |
| 10   | China          | 0   | 1     | 0      | 1     |
| 10   | Venezuela      | 0   | 1     | 0      | 1     |
| 12   | Corea del Sur  | 0   | 0     | 2      | 2     |
| 13   | Suiza          | 0   | 0     | 1      | 1     |
|      | TOTAL          | 12  | 12    | 18     | 42    |